# Bactrododema krugeri
Bactrododema krugeri är en insektsart som beskrevs av Brock 2004. Bactrododema krugeri ingår i släktet Bactrododema och familjen Diapheromeridae. Inga underarter finns listade.